# Serra Mascarida
La Serra Mascarida és una serra del terme municipal de la Guingueta d'Àneu, a la comarca del Pallars Sobirà, dins de l'antic terme d'Unarre.
Arriba amb una elevació màxima de 2.629 metres. Fa de límit de llevant de la vall d'Unarre i, pel costat de ponent, acull les capçaleres del Barranc de Rumiets, afluent del Riu d'Unarre, a la meitat sud, i del Torrent de Mascarida, afluent del Riu de Tavascan, a la meitat nord. S'estén al sud del Pic de la Coma del Forn i al nord-oest del Campirme.